# Livia Soprano
 (novembre 2023).
Si vous disposez d'ouvrages ou d'articles de référence ou si vous connaissez des sites web de qualité traitant du thème abordé ici, merci de compléter l'article en donnant les références utiles à sa vérifiabilité et en les liant à la section « Notes et références ».
Olivia Soprano dite « Livia » née Pollio, interprétée par Nancy Marchand, est un personnage fictif de la série télévisée d'HBO Les Soprano. Elle est la mère de Tony Soprano. Dans les scènes de flashback, elle est incarnée par Laila Robbins et Laurie J. Williams. Dans la préquelle The Many Saints of Newark, c'est l'actrice Vera Farmiga qui reprend le rôle.
Le créateur de la série, David Chase, déclare avoir basé le personnage sur sa propre mère.
En 2016, le magazine Rolling Stone la classe 3e dans sa liste des « 40 plus grand méchants de la télévision de tous les temps ».

## Biographie
Olivia Pollio Soprano est née à Providence, dans l'Etat de Rhode Island, en 1929. Ses parents sont Teresa et Faustino Pollio dit « Augie », des immigrés italiens provenant d'Avellino. Elle connaît une enfance malheureuse dans une famille modeste : son mariage avec Johnny Soprano devient son ticket de sortie hors de la maison parentale. Ensemble ils ont trois enfants : Janice, Tony et Barbara. Après la naissance de cette dernière, elle fit une fausse couche qui manqua de lui coûter la vie.  
Peu épanouie dans sa vie de femme au foyer, Livia se sent dépassée par ses trois enfants et délaissée par son mari infidèle. Durant sa jeunesse, elle aime Connie Francis et The Pajama Game. The Many Saints of Newark montre une Livia déjà en proie a des problèmes d'humeur, et un Tony adolescent qui se sent responsable de son bien-être.
L'âge n'a pas arrangé ses problèmes de santé mentale. Méfiante, misanthrope, manipulatrice, acariâtre, experte dans le chantage affectif, les seuls plaisirs de Livia semblent être de se plaindre et gâcher la vie des autres. Selon Tony, elle est la cause de la fuite de ses deux sœurs hors du New Jersey, et aurait réduit leur père "à l'état de vermisseau". Après la mort de ce dernier, c'est à lui que revient la charge de s'occuper de sa mère, qui lui montre peu de gratitude. 
Dans la première saison de la série, Livia, qui perd en autonomie, n'accepte pas d'avoir été placée par son fils dans la luxueuse maison de retraite Green Grove, estimant qu'il est de son devoir de l'héberger chez lui. Pour se venger, elle tentera de le faire assassiner, d'abord en révélant à Junior que Tony suit une psychothérapie et gère la famille en sous-main, puis en avouant à Artie Bucco, son ami d'enfance, qu'il a fait brûler le restaurant qu'il tenait de son père.
C'est par le FBI, qui a placé des micros dans la chambre de Livia, que Tony apprend que sa mère conspire contre lui. Il veut la tuer de ses mains, mais celle-ci fait un accident vasculaire cérébral. Plus tard, elle semblera souffrir d'accès de démence, sans qu'on puisse déterminer si ceux-ci sont réels ou simulés. 
Dans la deuxième saison, Janice, la fille aînée de Livia, revient vivre dans le New Jersey, prétendument pour s'occuper de sa mère et de ses affaires : Tony suspecte plutôt un intérêt financier. Lui-même a coupé tout contact, mais ses enfants continuent de rendre visite à leur grand-mère, dont la santé décline. Lorsque Janice est contrainte de quitter l'état, Tony refuse de prendre de nouveau en charge sa mère et lui donne un billet d'avion volé pour qu'elle puisse se rendre chez sa sœur, mais elle est arrêtée par le FBI avant de pouvoir partir.
La saison suivante voit Livia de retour dans sa maison, assistée par Svetlana, une auxiliaire de vie russe embauchée par Tony. À la suite de l'affaire du billet volé, celui-ci doit convaincre sa mère de ne pas témoigner contre lui lors d'un procès. Mais la vieille femme décède peu après dans son sommeil, d'une crise cardiaque. Cet événement provoquera des sentiments ambivalents chez Soprano. On découvrira par la suite qu'elle avait gardé peu de souvenirs d'enfance de ses filles, mais plusieurs de Tony, et qu'il restait assez peu de personnes pour dire du bien d'elle.
Le personnage devait apparaître dans l'intégralité de la saison 3, mais la mort de l'actrice Nancy Marchand, avant le tournage, à contraint les scénaristes à changer de direction. Ainsi, la dernière apparition de Livia, dans l'épisode "Proshaï, Livushka", a dû être reconstituée avec l'aide d'images d'archives et d'effets spéciaux informatiques. Après sa mort, elle sera souvent mentionnée dans le reste de la série.    
Selon les spéculations du Dr Melfi, Livia serait atteinte du trouble de la personnalité borderline ou narcissique. Elle aurait également, d'après Tony, souffert du syndrome de l'intestin irritable.

## Origine du personnage
Pour l'écriture du personnage, David Chase, le créateur des Soprano, s'est fortement inspiré de sa propre mère, Norma Chase.